# 少年手指虎
『少年手指虎』（しょうねんメリケンサック）是2009年2月14日上映的日本電影。導演為宮藤官九郎、主演為宮崎葵。

## 故事大綱
在唱片公司擔任發掘新人工作的神奈（宮崎葵），有天偶然在網路上看到受到好評的龐克樂團「少年手指虎」、讓她為了優厚的酬勞而去尋找這些成員。不過「少年手指虎」在25年前就已經解散、以當時的成員秋夫（佐藤浩市）為首、這些人現在完全變成在人生中失意的大叔。
但一方面由於少年手指虎在網路上的人氣相當高，也因此讓公司決定開始他們的巡迴演唱會並且能順便牽制公司的紅牌巨星・TELYA（田邊誠一）的耍大牌行為。所以神奈不得不以經紀人的身分，為了讓這群完全不行的大叔們的樂團可以順利復活而努力奮鬥著.....。

## 演出
- 宮崎葵・・・飾演 栗田神奈
- 佐藤浩市・・・飾演 作並秋夫
- 木村祐一・・・飾演 作並春夫
- 田口友呂・・・飾演 清水（吉米）
- 三宅弘城・・・飾演 岡本（央具）
- 勝地涼・・・飾演 阿勝
- 中山裕介・・・飾演 時田英世
- 皮耶爾瀧・・・飾演 金子欣二
- 田邊誠一・・・飾演 TELYA（照大牌）
- 哀川翔・・・飾演 神奈的父親
- 烏丸節子・・・飾演 美保
- 中村敦夫・・・飾演 電視台的主持人
- 峯田和伸（銀杏BOYZ）・・・飾演 年輕時的吉米
- 佐藤智仁・・・飾演 年輕時的秋夫、秋夫的兒子
- 波岡一喜・・・飾演 年輕時的春夫
- 石田法嗣・・・飾演 年輕時的央具
- 犬塚弘・・・飾演 作並巖（秋夫、春夫兄弟之父）
- 遠藤道朗（原THE STALIN成員)・・・飾演 酒館老闆
- 日影晃（THE STAR CLUB）・・・飾演 花店店員
- 仲野茂（原ANARCHY）・・・飾演 搜索的警官
- 細川徹・・・飾演 居酒屋「江戶之子」的店員
- UG（GuitarWolf）・・・・飾演 助理人員
- 珍中村、村井守、安孫子真哉（銀杏BOYZ）・・・飾演 流行男孩
- 星野源、田中馨、伊藤大地（SAKEROCk）・・・飾演 GOA樂團成員

## 工作人員
- 導演、劇本：宮藤官九郎
- 製作人：岡田真 / 服部紹男
- 行政製作人：黒澤満
- 聯合製作人：長坂真希子
- 攝影：田中一成
- 美術：小泉博康
- 編輯：掛須秀一
- 音樂：向井秀徳
- 照明：吉角荘介
- 錄音：林大輔
- 場記：長坂由起子
- 造型：伊賀大介
- 動畫製作：STUDIO4℃
- 裝飾：肥沼和男
- 動作：二家本辰巳
- 角色分配：新江佳子
- 副導演：高橋正弥
- 演員選拔：河合啓一
- 助理製作人：植竹良
- 製作：「少年手指虎」製作委員會

## 片中歌曲
主題曲
「紐約馬拉松／少年手指虎」(作詞：宮藤官九郎/作曲：峯田和伸/演奏：銀杏BOYZ）
片尾曲
「想要守護你」(作詞：松任谷由実/作曲：松任谷由実/歌：ねらわれた学園（向井秀徳&峯田和伸））
劇中歌
「你是仙女座／TELYA」(作詞：宮藤官九郎/作曲：向井秀徳）

「櫻花，啦啦拉／阿勝」(作詞：宮藤官九郎/作曲：向井秀徳）

「Rocksteady Stew」(作詞：斉藤淳/作曲：FRUITY/演奏：FRUITY）

「我們的不要在意號／流行男孩」(作詞：宮藤官九郎/作曲：向井秀徳）

「曖昧模様／GOA」(作詞：宮藤官九郎/作曲：向井秀徳）

「自信／阿勝」(作詞：宮藤官九郎/作曲：向井秀徳）

## 電視版
作為衍生的電視劇作品的『找出少年手指虎!』、2008年12月4日，在東京電視台播放

### 電視版工作人員
- 導演：納戸正明
- 構成：宮藤官九郎、細川徹
- 協力製作人：岡田真（東映）
- 製作人：鈴木一巳（東京電視台）、 長坂真希子（大人計画）、清原寛（大阪電視台）、赤羽智比呂（Office Crescendo）
- 製作：Office Crescendo
- 製作、出品：「找出少年手指虎!!」製作委員会

#### 演出
- 宮崎葵
- 中山裕介
- 宮藤官九郎
- 細川徹

## 外部連結
- 少年手指虎官方網站 （页面存档备份，存于）
- 『找出少年手指虎！』東京電視台 （页面存档备份，存于）